# Martin Smith
Martin Smith (født 6. juli 1970) er forsanger, guitarist og hovedsangskriver i det kristne rock og lovsangsband Delirious?
Martin Smith er gift med Jon Thatcher's søster, Anna, og sammen med deres fem børn bor de i Littlehampton, England.